# Philip Herbert Cowell
Philip Herbert Cowell FRS  (1870 – 1949) est un astronome britannique.   

## Biographie
Philip Herbert Cowell est né à Calcutta, en Inde, le 7 août 1870, et fait ses études au Collège d'Eton et Trinity College, Cambridge . Il devient deuxième assistant en chef à l'Observatoire royal de Greenwich en 1896 et plus tard le surintendant du bureau de l'almanach nautique entre 1910 et 1930. Il travaille sur la mécanique céleste, et les orbites des comètes et des planètes mineures en particulier. Il étudie aussi avec soin le décalage qui existe alors entre la théorie et l'observation de la position de la Lune.
Cowell est élu membre de la Royal Astronomical Society le 14 février 1896 . Le 27 octobre 1897, il est élu membre de la British Astronomical Association . Il est également élu membre de la Royal Society le 3 mai 1906. En 1911, il remporte la médaille d'or de la Royal Astronomical Society.
En 1909, il découvre 4358 Lynn, un astéroïde de la ceinture principale de 10 kilomètres et membre de l'Eunomia.  
En 1910, pour leurs travaux sur la comète de Halley Cowell et Andrew Crommelin reçoivent conjointement le prix Jules-Janssen, la plus haute distinction de la Société astronomique de France, la Société française d'astronomie et le prix Lindemann de l'Astronomische Gesellschaft ,.
Il est décédé à Aldeburgh, Suffolk, le 6 juin 1949. L'astéroïde de la ceinture principale (1898) Cowell porte son nom. 